# 顧佖
顧佖（？—？），號二江，四川成都人。明朝政治人物。

## 生平
正德八年（1513年）癸酉科四川鄉試第五名舉人，聯捷九年（1514年）甲戌科進士，曾任江西豐城縣知縣，頗有政聲。正德十六年，因從王守仁討伐朱宸濠有功，陞南京大理寺丞。嘉靖五年（1526年）陞大理寺右少卿。次年因李福達案牽連革職。